# Game Dev Story
Game Dev Story es un videojuego de simulación desarrollado por Kairosoft y publicado por SNK para Microsoft Windows, iOS, Android y Nintendo Switch. Fue lanzado para Windows en abril de 1997, en iOS y Android el 9 de octubre de 2010, para Windows Phone el 6 de julio de 2015, y en Nintendo Switch el 11 de octubre de 2017. El juego sigue un video controlado por el jugador. empresa de juegos y sus intentos de expandirse hasta convertirse en una potencia de ventas con el tiempo. Como simulación, el jugador controla el juego y la dirección de la empresa, siguiendo una línea de tiempo paralela de la industria de los videojuegos y su historia. El juego fue lanzado con críticas positivas, y muchos críticos se centraron en los aspectos adictivos de Game Dev Story y sus ingeniosas referencias a la cultura pop de los videojuegos.

## Jugabilidad
El jugador toma el control de un desarrollador de videojuegos, con el objetivo de crear títulos y consolas exitosos para ganar dinero. El usuario controla una serie de factores que pueden ayudar u obstaculizar la calidad de los juegos lanzados, incluida la contratación de personal, el control de la dirección y la velocidad del desarrollo y el uso de elementos que mejoran a los trabajadores o cambian de trabajo. A medida que el jugador progresa y gana más dinero, se mejora su edificio y se les permite contratar más personal, y así crear mejores juegos.
A los juegos se les asignan puntuaciones de revisión al finalizar un juego que van del 1 al 10 con un comentario del revisor asociado con su puntuación. Los puntajes generalmente afectan las ventas que acompañan al juego y, como son en la vida real, las ventas se clasifican con un número según cómo se vendieron esa semana.
Cuando el jugador alcanza el nivel del Salón de la Fama, puede contratar más personal. Para llegar al Salón de la Fama, el jugador debe conseguir que los críticos den una puntuación de al menos 32.

## Desarrollo
El Game Dev Story original fue lanzada en Japón para Microsoft Windows en abril de 1997. Fue portado en 2010 tanto a iOS como a Android.
Se lanzó un puerto de Windows Phone en julio de 2015. También se lanzó posteriormente en Nintendo Switch el 11 de octubre de 2017.

## Recepción
Game Dev Story recibió críticas positivas, elogiando el carácter adictivo de su mecánica y su tratamiento algo realista del desarrollo de videojuegos. Recibió un 86/100 en Metacritic. The A.V. Club elogió la libertad del juego por la elección del jugador sobre cómo eligen desarrollar su empresa. Keza MacDonald, de Eurogamer, describió Game Dev Story como "lo mejor que he jugado en el iPhone" y elogió el juego por su juego de simulación impredecible y adictivo. Ron Gilbert, el creador original de la serie de videojuegos Monkey Island, le dijo a Wired que se autoproclamaba adicto al juego.
Las críticas al juego se centraron principalmente en el período final del juego. Pocket Gamer sintió que Game Dev Story se ralentizó hacia el final del juego porque se volvió demasiado fácil producir juegos exitosos a un ritmo rápido. Ryan Davis, de Giant Bomb, sintió que aunque el sistema de menú del juego era torpe, Game Dev Story contenía una gran cantidad de encanto y adictividad que hacía que valiera la pena jugarlo. Thunderbolt sintió que el juego solo atraería a aquellos que entendieran la industria de los videojuegos.